# Барсиа, Андрес Гонсалес де
Андрес Гонсалес де Барсиа Карбальидо-и-Суньига (исп. Andrés González de Barcia Carballido y Zúñiga; Галисия, 1673 — 4 ноября 1743 года, Мадрид) — испанский историк XVIII века, известный также под псевдонимом Габриель де Карденас.
Андрес Гонсалес де Барсиа являлся членом военного совета и Королевской академии испанского языка. Он оставил после себя два значительных труда по истории Америки: «Historiadores primitivos de las Indias Occidentales, etc.» (Мадрид, 1749 год) и «Ensayo chronologico para la historia general de la Florida, desde el ano 1512—1722» (Мадрид, 1723 год).